# Anavitrinella
Anavitrinella là một chi bướm đêm thuộc họ Geometridae.

## Các loài
- Anavitrinella addendaria (Grossbeck, 1908)
- Anavitrinella atristrigaria (Barnes & McDunnough, 1913)
- Anavitrinella ocularia (Barnes & McDunnough, 1917)
- Anavitrinella pampinaria (Guenée, 1857)